# Phyllaplysia engeli
Phyllaplysia engeli är en snäckart som beskrevs av Er. Marcus 1955. Phyllaplysia engeli ingår i släktet Phyllaplysia och familjen Notarchidae. Inga underarter finns listade i Catalogue of Life.